# Jean-Joseph Sanfourche
Jean-Joseph Sanfourche (n. 25 iunie 1929, Bordeaux, Franța – d. 13 martie 2010, Saint-Léonard-de-Noblat, Limousin, Franța) cunoscut pur și simplu ca Sanfourche, este un pictor, poet, designer și sculptor francez, născut la 25 iunie 1929 la Bordeaux și decedat la 13 martie 2010 în Saint-Léonard-de-Noblat.
A practicat art brut și a fost prietenul lui Gaston Chaissac, Jean Dubuffet, Robert Doisneau, cu care a menținut o corespondență. 